# ATI Radeon X1000
Radeon X1 Series（代号R520為X1800），是ATi的一款顯示卡，以台積電0.09微米Low-k製程生產，支援DirectX 9.0c。经过重新设计的Radeon X1 Series与前代Radeon X Series核心完全不相类似。Radeon X1 Series亦支援ShaderModel 3.0、HDR等技術，与对手NVIDIA的同代产品平起平坐。

## 系列列表
- 高階Radeon X1800（R520核心）- 核心有3億2千萬顆電晶體，比NVIDIA G70還多，數量是X850（R420核心）的兩倍。256-bit記憶體頻寬
  - X1800 XT - 16條Pixel Shader流水線及8個Vertex Shader引擎的架構，原对手為GeForce 7800 GTX
  - X1800 XL - 架構与X1800 XT一样，只是时脈較低，原对手為GeForce 7800 GT
- 中階Radeon X1600（RV530核心）,128-bit記憶體頻寬
  - Radeon X1600 XT - 12條Pixel Shader流水線，原对手為GeForce 6600 GT，但 NVIDIA 在 GeForce 7 Series 全面推出前為 GeForce 6 Series 變陣，利用6800GS迎頭痛擊X1600XT，結果6800GS大勝，X1600XT被逼降價，而ATI被迫紧急启用性能强大的老将Radeon X800GTO 16管 DDRIII才挽回颓势。
  - Radeon X1600 Pro - 架構与X1600 XT一样，只是时脈較低，其後為改變定位，先後更名為X1300XT及X1650
  - Radeon X1650 GT  -架构类似X1950，是X16XX系列中最具杀伤力的产品，性能明显优于Geforce 7600GT。
- 低階Radeon X1300（RV515核心）,128-bit記憶體頻寬
  - Radeon X1300 Pro - 4條Pixel Shader流水線，原对手為GeForce 6600 和 GeForce 6200，但也在 NVIDIA GeForce 6 系列變陣中被 6600 DDR2 擊敗
  - Radeon X1300 - 架構与X1300 Pro一样，只是时脈較低

全系列均支援CrossFire

## 繪圖核心
R520核心是全新的繪圖引擎，稱為Ultra-Threaded Pixel Shader Engine。它比以前的繪圖核心更有效率。加上以高時脈運作，所以X1800 XT在只擁有16條像素流水線的情況下，效能能与超越擁有24條像素流水線的GeForce 7800 GTX。

### Pixel Shader方面：
支援Pixel Shader 3.0。新的繪圖引擎能把一個很長的Pixel指令，分拆為很多較短的指令，然後再分給各個Pixel Shader Unit運算，由於指令被分拆成很多的小段，各个Unit的運算时間相若。不像以往指令比較長，各小段的複雜程度有分別，造成一些Unit比較快完成運算，而等待另一个Unit的運算結果，造成閒置和浪費。新的繪圖引擎能同時處理512個指令，並支援4*4=16像素的Pixel Block，提高了Dynamic Branching的效率。这个引擎如果發現了有Unit處於閒置，會立即指示新的指令，不會造成浪費。如果閒置的原因是等待其他Unit的運算結果，它會被凍結此Unit，釋出ALUs來執行其他指令。

### Vertex Shader方面：
新的繪圖核心支援Vertex Shader 3.0，可執行1個128Bit Floating Point Data或是四個32Bit的組合，每個Vertex Shader單元能在每時脈能生成兩個Vertices。

### 記憶體控制器方面：
全新的記憶體控制器稱為512-Bit Ring Bus Memory Controller，能減少記憶體的延遲率，增加Hyper-Z的效能。在高解像度和開啟AA及AF特效下，效能會有明顯改善。
傳統顯示卡縱使有高記憶體頻寬，效能亦不能大大提升，原因是核心很多时並不需要太高的頻寬。有如小水流在大水管內流动，很多空間被浪費掉了。
- 資料儲存

雖然ATi R520的記憶體頻寬是256Bit，但內部架構卻是512Bit。它其實是由兩個256Bit環型管道、四個Ring Stop及8組32Bit的Memory Client所組成。每一個Ring Stop會負責2顆32Bit的記憶體顆粒，而資料的儲存是會通過Ring Stop直至到達指定記憶體。由於兩個環的走向是相對的，多數通過一個Ring Stop就能到達指定記憶體。
- 記憶體讀取

R520的記憶體讀取架構是，當某單元需要從記憶體讀取資料时，該單元會向記憶體控制器作出讀取要求，但資料不會回傳到記憶體控制器，而是通过Ring Bus傳到該單元。由於不用回傳資料，效率提高了。
ATi亦改良了對外的記憶體頻寬，R520和ATi Radeon X850都是256Bit記憶體頻寬。但X850是由4組64Bit通道組成，而R520則是由8組32Bit通道組成。當核心從記憶體提取8个32Bit的資料时，一个周期即能完全讀取。但上一代的X850同样提取8个32Bit的資料时，由於只有4組通道，需要兩个周期才能完全讀取。

### 新的Anti-Aliasing模式
新的AA模式稱為Adaptive AA。這模式是Super-Sample AA和Multi-Sampling的結合，能在畫質及效能上取得平衡。核心能因应每個物件的透明度情況去選擇最合適的AA模式。透明的話就採用Super-Sample AA來達至最佳效果，不透明的話就用Multi-Sampling來取得最佳效能，R520最高支援12X AA。

### 新加入功能：
- 3D
  - Advanced High Dynamic Range Rendering
  - 128-Bit Floating Point Precision
  - Adaptive Anto-Aliasing
  - High quality Anisotropic Filtering
  - 新的CrossFire技術
  - 64Bit High Dynamic Range Rendering
  - R520容許同時進行HDR及AA運算。NVIDIA GeForce 7則不能。
- 2D
  - 核心支援兩個DVI輸出
  - AVIVO

## Radeon X19 Series
為回應NVIDIA的GeForce 7900系列，ATi推出Radeon X19 Series顯示卡对抗。像素处理单元數目大幅提升至48个。
和X1800时代，ATI与NVIDIA平坐，甚至ATI略微颓势的情况不同，X1900时代与Geforce7对阵，ATI几乎占据全面优势，但持续时间不长便被NVIDIA G80系列打破。
根據ATI统计，像素渲染已成為游戏運算的瓶颈。自从DirectX 8于2001年推出，可编程的渲染引擎被引入，像素渲染開始被大量使用。同時，像素渲染的复杂程度亦不斷的增加。渲染指令分为两类，一個是從顯示記憶體中提取数据作纹理渲染；另一種是利用数学運算作渲染。在2001年時，兩種渲染指令所佔用的資源是相近的。但往後幾年，数学運算型渲染佔用的資源越来越大。到了2006年，比例達到了5：1。根據預測，比例还會持續上升。有鑑於此，ATI將像素处理器和纹理处理器的比例設成3:1。這樣做是確保纹理处理器有足夠頻寬，又會有較多像素处理器作数学運算型渲染。
被喻為最後的ATi顯示卡，Radeon X1950XTX亦已推出。業內人士估計AMD將會取代ATi作為顯示卡品牌(最後ATi顯示卡品牌一直到2010年HD6000發布時，才被AMD正式放棄)。X1950XTX率先支援更快和更低功秏的GDDR4顯示記憶体，使顯示核心潛能發揮得更淋漓盡至。從X1950XTX CrossFire和7950GX2 Quad SLI的測試可看出，ATi以兩顆顯示核心擊敗了NVIDIA的四顆顯示核心，可得知Pixel Shader在遊戲的比重非常的大。
CrossFire方面，X1950Pro和X1650XT都內置了 Composting Engine，配置變得簡單，不再需要主卡和接線。
與此同時，ATi亦發佈了數款新顯示卡：
- X1950XTX - 拥有16條流水线，48個像素处理单元，8個顶点渲染管线，核心速度650Mhz，採用GDDR4記憶體，記憶體速度2000Mhz，記憶體容量512 MB
- X1950XT  - 拥有16條流水线、48個像素处理单元，8個顶点渲染管线，核心速度625Mhz，採用GDDR3記憶體，記憶體速度1800Mhz，記憶體容量由 256 至 512 MB 不等
- X1950Pro - 拥有12條流水线、36個像素处理单元，8個顶点渲染管线，核心速度600Mhz，採用GDDR3記憶體，記憶體速度1400Mhz，記憶體容量由 256 至 512 MB 不等
- X1950GT  - 拥有12條流水线、36個像素处理单元，8個顶点渲染管线，核心速度500Mhz，採用GDDR3記憶體，記憶體速度1200Mhz，記憶體容量由 256 至 512 MB 不等
- X1900XT  - 拥有16條流水线、48個像素处理单元，8個顶点渲染管线，核心速度625Mhz，採用GDDR3記憶體，記憶體速度1450Mhz，記憶體容量256MB
- X1650XT  - 拥有8條流水线、24個像素处理单元，5個顶点渲染管线，核心速度600Mhz，採用GDDR3記憶體，記憶體速度1400Mhz，記憶體容量256MB
- X1650GT - X1650XT的降頻版，用料也可簡化，性能强劲，夺取了Geforce7300GT和7600GT大部分市场。
- X1650Pro - 顯核与X1600XT相同，对抗GeForce 7600GS.
- X1650 - 顯核与X1600 Pro相同，変相將中階卡降格為高級低階卡，對抗GeForce 7300GT.

## Mobility版本
架構与桌面版本相同，所有版本皆支援DirectX 9.0c,OpenGL和AVIVO。电源管理技术是PowerPlay 6.0。
- X1700 -
- X1450 - 支援HyperMemory
- X1350 - 支援HyperMemory